# Campionati europei di slittino su pista naturale
I campionati europei di slittino su pista naturale laureano i campioni d'Europa di slittino su pista naturale. I campionati si disputano dal 1970 nelle discipline del singolo maschile, singolo femminile e doppio. Dal 2010 si svolge anche una staffetta a squadre in cui ogni team iscrive un atleta nel singolo uomini, nel singolo donne e un doppio, assegnando un determinato punteggio in base al tempo di ogni discesa e facendo poi la somma dei suddetti punti.
I campionati europei si svolgevano con cadenza annuale sino al 1981 (pur non disputandosi nelle annate olimpiche). Dal 1981 in poi la cadenza è divenuta biennale e dopo il 1999 si è deciso che le si dovessero svolgere in anni pari a partire dal 2002. Questa manifestazione assegna il secondo titolo più prestigioso per la carriera di uno slittinista su pista naturale (soltanto dopo i campionati mondiali) dato che questa disciplina non è al momento inserita nel programma olimpico. Le gare dei campionati europei non sono valide per la classifica di Coppa del Mondo.

## Albo d'oro

### Singolo uomini
| Anno | Località                   | Oro                     | Argento             | Bronzo              |
| 1970 | Kapfenberg                 | Ernst Stangl            | Anton Obernosterer  | Gottfried Lexer     |
| 1971 | Vandans                    | Anton Obernosterer      | Gottfried Lexer     | Erwin Eichelberger  |
| 1973 | Monguelfo-Tesido           | Ernst Stangl (2)        | Josef Trojer        | Engelbert Fuchs     |
| 1974 | Niedernsill                | Enrico Graber           | Erwin Eichelberger  | Albert Eichelberger |
| 1975 | Feld am See                | Alfred Kogler           | Enrico Graber       | Helmut Hutter       |
| 1977 | Siusi allo Sciliar         | Enrico Graber (2)       | Werner Belkircher   | Damiano Lugon       |
| 1978 | Aurach bei Kitzbühel       | Hubert Mairamhof        | Werner Prantl       | Alfred Kogler       |
| 1979 | Aosta                      | Damiano Lugon           | Otto Bachman        | Andrea Millet       |
| 1981 | Niedernsill                | Otto Bachman            | Damiano Lugon       | Othmar Neulichedl   |
| 1983 | Sankt Konrad               | Otto Bachman (2)        | Martin Jud          | Andreas Jud         |
| 1985 | Szczyrk                    | Manfred Danklmaier      | Damiano Lugon       | Robert Tomelitsch   |
| 1987 | Jesenice                   | Manfred Gräber          | Harald Steinhauser  | Erhard Mahlknecht   |
| 1989 | Garmisch-Partenkirchen     | Damiano Lugon (2)       | Gerhard Pilz        | Manfred Gräber      |
| 1991 | Fiè allo Sciliar           | Franz Obrist            | Erhard Mahlknecht   | Harald Steinhauser  |
| 1993 | Stein an der Enns          | Anton Blasbichler       | Willi Danklmaier    | Franz Obrist        |
| 1995 | Kandalakša                 | Manfred Gräber (2)      | Martin Gruber       | Robert Tomelitsch   |
| 1997 | Moso in Passiria           | Reinhard Gruber         | Manfred Gräber      | Gerhard Pilz        |
| 1999 | Szczyrk                    | Anton Blasbichler (2)   | Robert Batkowski    | Gerald Kallan       |
| 2002 | Frantschach-Sankt Gertraud | Gerhard Pilz            | Robert Batkowski    | Gernot Schwab       |
| 2004 | Hüttau                     | Gerhard Pilz (2)        | Andreas Castiglioni | Gerald Kallan       |
| 2006 | Umhausen                   | Gernot Schwab           | Thomas Schopf       | Patrick Pigneter    |
| 2008 | Valdaora                   | Robert Batkowski        | Anton Blasbichler   | Patrick Pigneter    |
| 2010 | Sankt Sebastian            | Patrick Pigneter        | Thomas Kammerlander | Anton Blasbichler   |
| 2012 | Novoural'sk                | Patrick Pigneter (2)    | Michael Scheikl     | Hannes Clara        |
| 2014 | Umhausen                   | Patrick Pigneter (3)    | Thomas Kammerlander | Alex Gruber         |
| 2016 | Moso in Passiria           | Thomas Kammerlander     | Patrick Pigneter    | Christian Schopf    |
| 2018 | Winterleiten               | Thomas Kammerlander (2) | Alex Gruber         | Patrick Pigneter    |
| 2020 | Mosca                      | Michael Scheikl         | Aleksandr Egorov    | Alex Gruber         |
| 2022 | Lasa                       | Alex Gruber             | Michael Scheikl     | Patrick Pigneter    |
| 2024 | Valgiovo                   | Patrick Pigneter (4)    | Michael Scheikl     | Fabian Brunner      |

### Singolo donne
| Anno | Località                   | Oro                       | Argento                | Bronzo                |
| 1970 | Kapfenberg                 | Hannelore Plattner        | Klara Niedertscheider  | Maria Dibiasi         |
| 1971 | Vandans                    | Klara Niedertscheider     | Annemarie Ebner        | Ruth Oberhöller       |
| 1973 | Monguelfo-Tesido           | Elfriede Pirkmann         | Berta Pichler          | Martha Ruech          |
| 1974 | Niedernsill                | Klara Niedertscheider (2) | Elfriede Pirkmann      | Annemarie Ebner       |
| 1975 | Feld am See                | Klara Niedertscheider (3) | Annemarie Ebner        | Elfriede Pirkmann     |
| 1977 | Siusi allo Sciliar         | Helene Mitterstieler      | Elfriede Pirkmann      | Rosa Schwingshackl    |
| 1978 | Aurach bei Kitzbühel       | Elfriede Pirkmann (2)     | Roswitha Fischer       | Ruth Oberhöller       |
| 1979 | Aosta                      | Roswitha Fischer          | Christa Fontana        | Herta Hafner          |
| 1981 | Niedernsill                | Delia Vaudan              | Helene Mitterstieler   | Elfriede Pirkmann     |
| 1983 | Sankt Konrad               | Ingerborg Innerhofer      | Irmgard Lanthaler      | Delia Vaudan          |
| 1985 | Szczyrk                    | Delia Vaudan (2)          | Irmgard Lanthaler      | Herta Hafner          |
| 1987 | Jesenice                   | Delia Vaudan (3)          | Helga Pichler          | Irene Koch            |
| 1989 | Garmisch-Partenkirchen     | Delia Vaudan (4)          | Jeanette Koppensteiner | Irene Koch            |
| 1991 | Fiè allo Sciliar           | Doris Haselrieder         | Irene Koch             | Delia Vaudan          |
| 1993 | Stein an der Enns          | Irene Zechner             | Doris Haselrieder      | Elvira Holzknecht     |
| 1995 | Kandalakša                 | Irene Zechner (2)         | Ljubov' Panjutina      | Elvira Holzknecht     |
| 1997 | Moso in Passiria           | Ljubov' Panjutina         | Elvira Holzknecht      | Sonja Steinacher      |
| 1999 | Szczyrk                    | Sonja Steinacher          | Elvira Holzknecht      | Christa Gietl         |
| 2002 | Frantschach-Sankt Gertraud | Sandra Lanthaler          | Ekaterina Lavrent'eva  | Sonja Steinacher      |
| 2004 | Hüttau                     | Ekaterina Lavrent'eva     | Christa Gietl          | Barbara Abart         |
| 2006 | Umhausen                   | Christa Gietl             | Imelda Gruber          | Renate Gietl          |
| 2008 | Valdaora                   | Ekaterina Lavrent'eva (2) | Renate Kasslatter      | Renate Gietl          |
| 2010 | Sankt Sebastian            | Ekaterina Lavrent'eva (3) | Evelin Lanthaler       | Renate Gietl          |
| 2012 | Novoural'sk                | Ekaterina Lavrent'eva (4) | Melanie Batkowski      | Evelin Lanthaler      |
| 2014 | Umhausen                   | Ekaterina Lavrent'eva (5) | Melanie Schwarz        | Tina Unterberger      |
| 2016 | Moso in Passiria           | Evelin Lanthaler          | Greta Pinggera         | Ekaterina Lavrent'eva |
| 2018 | Winterleiten               | Evelin Lanthaler (2)      | Greta Pinggera         | Tina Unterberger      |
| 2020 | Mosca                      | Evelin Lanthaler (3)      | Ekaterina Lavrent'eva  | Tina Unterberger      |
| 2022 | Lasa                       | Evelin Lanthaler (4)      | Greta Pinggera         | Tina Unterberger      |
| 2024 | Valgiovo                   | Evelin Lanthaler (5)      | Riccarda Ruetz         | Jenny Castiglioni     |

### Doppio
| Anno | Località                   | Oro                                      | Argento                                 | Bronzo                                 |
| 1970 | Kapfenberg                 | Anton Obernosterer Josef Lexer           | Hans Graber Enrico Graber               | Josef Hilgarter Gerhard Sandhofer      |
| 1971 | Vandans                    | Siegfried Graber Josef Niedermair        | Anton Obernosterer Gabriel Obernosterer | Siegfried Wild Othmar Hofer            |
| 1973 | Monguelfo-Tesido           | Paul Mitterstieler Peter Vötter          | Anton Obernosterer Gabriel Obernosterer | Friedrich Wurzer Bruno Wurzer          |
| 1974 | Niedernsill                | Siegfried Wild Othmar Hofer              | Robert Jud Enrico Graber                | Helmut Kleinhofer Karl Flacher         |
| 1975 | Feld am See                | Robert Jud Enrico Graber                 | Engelbert Fuchs Gottfried Kreuzer       | Ernst Stangl Erwin Eichelberger        |
| 1977 | Siusi allo Sciliar         | Robert Jud (2) Enrico Graber (2)         | Johann Mair Michael Plaikner            | Hubert Mairamhof Josef Ploner          |
| 1978 | Aurach bei Kitzbühel       | Werner Mücke Helmut Hutter               | Hubert Mairamhof Josef Ploner           | Gebhard Oberbichler Hubert Außerdorfer |
| 1979 | Aosta                      | Werner Prantl Florian Prantl             | Damiano Lugon Andrea Millet             | Oswald Pörnbacher Enrico Graber        |
| 1981 | Niedernsill                | Alfred Kogler Franz Huber                | Hubert Mairamhof Herbert Huber          | Manfred Danklmaier Willi Danklmaier    |
| 1983 | Sankt Konrad               | Andreas Jud (3) Günther Steinhauser      | Raimund Pigneter Georg Antholzer        | Roland Trattnig Harald Rabitsch        |
| 1985 | Szczyrk                    | Raimund Pigneter Georg Antholzer         | Almir Bétemps Corrado Hérin             | Andreas Jud Ernst Oberhammer           |
| 1987 | Jesenice                   | Andreas Jud (4) Ernst Oberhammer         | Almir Bétemps Corrado Hérin             | Arnold Lunger Günther Steinhauser      |
| 1989 | Garmisch-Partenkirchen     | Arnold Lunger Günther Steinhauser (2)    | Manfred Gräber Ernst Marmsoler          | Reinhold Buchmann Manfred Als          |
| 1991 | Fiè allo Sciliar           | Krzysztof Niewiadomski Oktawian Samulski | Roland Niedermair Ernst Hubert Burger   | Georg Eberharter Walter Mauracher      |
| 1993 | Stein an der Enns          | Almir Bétemps Corrado Hérin              | Jürgen Pezzi Christian Hafner           | Reinhold Buchmann Manfred Als          |
| 1995 | Kandalakša                 | Helmut Ruetz Andi Ruetz                  | Martin Psenner Arthur Künig             | Jürgen Pezzi Christian Hafner          |
| 1997 | Moso in Passiria           | Helmut Ruetz (2) Andi Ruetz (2)          | Martin Psenner Christian Hafner         | Reinhard Beer Herbert Kögl             |
| 1999 | Szczyrk                    | Helmut Ruetz (3) Andi Ruetz (3)          | Peter Lechner Peter Braunegger          | Armin Mair David Mair                  |
| 2002 | Frantschach-Sankt Gertraud | Wolfgang Schopf Andreas Schopf           | Reinhard Beer Herbert Kögl              | Andrzej Laszczak Damian Waniczek       |
| 2004 | Hüttau                     | Pavel Poršnev Ivan Lazarev               | Denis Alimov Roman Molvistov            | Wolfgang Schopf Andreas Schopf         |
| 2006 | Umhausen                   | Pavel Poršnev (2) Ivan Lazarev (2)       | Christian Schatz Gerhard Mühlbacher     | Denis Alimov Roman Molvistov           |
| 2008 | Valdaora                   | Pavel Poršnev (3) Ivan Lazarev (3)       | Patrick Pigneter Florian Clara          | Aleksandr Egorov Pëtr Popov            |
| 2010 | Sankt Sebastian            | Patrick Pigneter Florian Clara           | Andrzej Laszczak Damian Waniczek        | Aleksandr Egorov Pëtr Popov            |
| 2012 | Novoural'sk                | Pavel Poršnev (4) Ivan Lazarev (4)       | Christian Schopf Andreas Schopf         | Christian Schatz Gerhard Mühlbacher    |
| 2014 | Umhausen                   | Patrick Pigneter (2) Florian Clara (2)   | Pavel Poršnev Ivan Lazarev              | Aleksandr Egorov Pëtr Popov            |
| 2016 | Moso in Passiria           | Patrick Pigneter (3) Florian Clara (3)   | Christian Schopf Andreas Schopf         | Pavel Poršnev Ivan Lazarev             |
| 2018 | Winterleiten               | Patrick Pigneter (4) Florian Clara (4)   | Rupert Brüggler Tobias Angerer          | Aleksandr Egorov Pëtr Popov            |
| 2020 | Mosca                      | Patrick Lambacher Matthias Lambacher     | Pavel Poršnev Ivan Lazarev              | Patrick Pigneter Florian Clara         |
| 2022 | Lasa                       | Pavel Poršnev (5) Ivan Lazarev (5)       | Patrick Pigneter Florian Clara          | Fabian Achenrainer Simon Achenrainer   |
| 2024 | Valgiovo                   | Maximilian Pichler Nico Edlinger         | Matthias Lambacher Peter Lambacher      | Tobias Paur Andreas Hofer              |

### Staffetta a squadre
| Anno | Località         | Oro                                                                                 | Argento                                                                          | Bronzo                                                                             |
| 2010 | Sankt Sebastian  | Austria 1 Melanie Batkowski Thomas Kammerlander Christian Schopf / Andreas Schopf   | Italia 1 Renate Gietl Alex Gruber Patrick Pigneter / Florian Clara               | Austria 2 Marlies Wagner Gerald Kammerlander Christian Schatz / Gerhard Mühlbacher |
| 2012 | Novoural'sk      | Russia 1 Ekaterina Lavrent'eva Jurij Talich Pavel Poršnev / Ivan Lazarev            | Austria 2 Tina Unterberger Thomas Schopf Christian Schatz / Gerhard Mühlbacher   | Austria 1 Melanie Batkowski Michael Scheikl Christian Schopf / Andreas Schopf      |
| 2014 | Umhausen         | Italia Melanie Schwarz Alex Gruber Patrick Pigneter / Florian Clara                 | Russia Ekaterina Lavrent'eva Stanislav Kovšik Pavel Poršnev / Ivan Lazarev       | Austria Tina Unterberger Thomas Kammerlander Christian Schopf / Andreas Schopf     |
| 2016 | Moso in Passiria | Italia 1 Evelin Lanthaler Alex Gruber (2) Patrick Pigneter (2) / Florian Clara (2)  | Austria 1 Tina Unterberger Thomas Kammerlander Christian Schopf / Andreas Schopf | Russia 1 Ekaterina Lavrent'eva Grigorij Bukin Aleksandr Egorov / Pëtr Popov        |
| 2018 | Winterleiten     | Austria 1 Tina Unterberger Thomas Kammerlander (2) Rupert Brüggler / Tobias Angerer | Italia 1 Evelin Lanthaler Alex Gruber Patrick Pigneter / Florian Clara           | Russia 1 Dar'ja Maleeva Aleksandr Egorov Pavel Poršnev / Ivan Lazarev              |
| 2020 | Mosca            | Italia Evelin Lanthaler(2) Alex Gruber (3) Patrick Pigneter (3)                     | Austria Tina Unterberger Michael Scheikl Fabian Achenrainer                      | Russia Ekaterina Lavrent'eva Aleksandr Egorov Aleksej Martjanov                    |
| 2022 | Lasa             | Italia Evelin Lanthaler(3) Alex Gruber (4)                                          | Austria Tina Unterberger Michael Scheikl                                         | Russia Ekaterina Lavrent'eva Aleksandr Egorov                                      |
| 2024 | Valgiovo         | Italia Evelin Lanthaler(4) Patrick Pigneter (4)                                     | Austria Riccarda Ruetz Michael Scheikl                                           | Germania Lisa Walch Bine Mekina                                                    |

## Medagliere
| Posizione | Paese    | Oro | Argento | Bronzo | Totale |
| --------- | -------- | --- | ------- | ------ | ------ |
| 1         | Italia   | 52  | 49      | 41     | 142    |
| 2         | Austria  | 33  | 40      | 44     | 117    |
| 3         | Russia   | 12  | 8       | 11     | 31     |
| 4         | Polonia  | 1   | 1       | 1      | 3      |
| 5         | Germania | 0   | 0       | 1      | 1      |
| Totale    | Totale   | 98  | 98      | 98     | 294    |

## Atleti più medagliati
Dati aggiornati al campionato europeo 2024

### Ori - Singolo uomini
| Pos. | Atleta              | Nazione |   |
| ---- | ------------------- | ------- | - |
| 1    | Patrick Pigneter    | Italia  | 4 |
| 2    | Ernst Stangl        | Austria | 2 |
| 2    | Enrico Graber       | Italia  | 2 |
| 2    | Otto Bachman        | Italia  | 2 |
| 2    | Damiano Lugon       | Italia  | 2 |
| 2    | Manfred Gräber      | Italia  | 2 |
| 2    | Anton Blasbichler   | Italia  | 2 |
| 2    | Gerhard Pilz        | Austria | 2 |
| 2    | Thomas Kammerlander | Austria | 2 |

### Medaglie - Singolo uomini
| Pos. | Atleta              | Nazione |   |   |   | Tot. |
| ---- | ------------------- | ------- | - | - | - | ---- |
| 1    | Patrick Pigneter    | Italia  | 4 | 1 | 4 | 9    |
| 2    | Damiano Lugon       | Italia  | 2 | 2 | 1 | 5    |
| 3    | Thomas Kammerlander | Austria | 2 | 2 | 0 | 4    |
| 4    | Gerhard Pilz        | Austria | 2 | 1 | 1 | 4    |
| 4    | Anton Blasbichler   | Italia  | 2 | 1 | 1 | 4    |
| 4    | Manfred Gräber      | Italia  | 2 | 1 | 1 | 4    |
| 7    | Michael Scheikl     | Austria | 1 | 3 | 0 | 4    |
| 8    | Alex Gruber         | Italia  | 1 | 1 | 2 | 4    |

### Ori - Singolo donne
| Pos. | Atleta                | Nazione |   |
| ---- | --------------------- | ------- | - |
| 1    | Ekaterina Lavrent'eva | Russia  | 5 |
| 1    | Evelin Lanthaler      | Italia  | 5 |
| 2    | Delia Vaudan          | Italia  | 4 |
| 4    | Klara Niedertscheider | Italia  | 3 |
| 5    | Elfriede Pirkmann     | Austria | 2 |
| 5    | Irene Zechner         | Austria | 2 |

### Medaglie - Singolo donne
| Pos. | Atleta                | Nazione |   |   |   | Tot. |
| ---- | --------------------- | ------- | - | - | - | ---- |
| 1    | Ekaterina Lavrent'eva | Russia  | 5 | 2 | 1 | 8    |
| 2    | Evelin Lanthaler      | Italia  | 5 | 1 | 1 | 7    |
| 3    | Delia Vaudan          | Italia  | 4 | 0 | 2 | 6    |
| 4    | Elfriede Pirkmann     | Austria | 2 | 2 | 2 | 6    |
| 5    | Klara Niedertscheider | Italia  | 3 | 1 | 0 | 4    |

### Ori - Doppio
| Pos. | Atleta           | Nazione |   |
| ---- | ---------------- | ------- | - |
| 1    | Pavel Poršnev    | Russia  | 5 |
| 1    | Ivan Lazarev     | Russia  | 5 |
| 3    | Patrick Pigneter | Italia  | 4 |
| 3    | Florian Clara    | Italia  | 4 |
| 5    | Helmut Ruetz     | Austria | 3 |
| 5    | Andi Ruetz       | Austria | 3 |

### Medaglie - Doppio
| Pos. | Atleta           | Nazione |   |   |   | Tot. |
| ---- | ---------------- | ------- | - | - | - | ---- |
| 1    | Pavel Poršnev    | Russia  | 5 | 2 | 1 | 8    |
| 1    | Ivan Lazarev     | Russia  | 5 | 2 | 1 | 8    |
| 3    | Patrick Pigneter | Italia  | 4 | 2 | 1 | 7    |
| 3    | Florian Clara    | Italia  | 4 | 2 | 1 | 7    |
| 5    | Enrico Graber    | Italia  | 2 | 2 | 1 | 5    |